# Francisco Lameyer y Berenguer
Francisco Lameyer y Berenguer (ur. 13 września 1825 w El Puerto de Santa María, zm. 3 czerwca 1877 w Madrycie) – hiszpański malarz i rytownik epoki romantyzmu.
Będąc bardzo młody, przeniósł się wraz z rodziną do Madrytu, gdzie w 1841 rozpoczął edukację artystyczną w Królewskiej Akademii Sztuk Pięknych św. Ferdynanda. Wykonywał ilustracje dla rytownika Vicente Castelló. Został oficerem administracji marynarki wojennej, dzięki czemu w 1849 odwiedził Włochy, a następnie inne kraje basenu Morza Śródziemnego. Zaprzyjaźnił się z takimi malarzami jak: Leonardo Alenza, bracia Madrazo i Mariano Fortuny. Pod ich wpływem porzucił marynarkę, aby zająć się malarstwem i grawerstwem. Około 1863 pracował z Fortunym w Maroku i podróżował po północnej Afryce, potem mieszkał w Bordeaux i Paryżu, a następnie osiadł w Madrycie. Odwiedził również Egipt, Palestynę, Chiny, Japonię i Filipiny.
Był przedstawicielem hiszpańskiego romantyzmu, inspirował się m.in. sztuką Francisca Goi. Malował sceny historyczne i rodzajowe, a pod wpływem podróży także orientalne. Wykonał serię rycin, których tematem była jego rodzinna Andaluzja.
Chorował na gruźlicę, zmarł w Madrycie 3 czerwca 1877.